# Strada statale 497 di Maglie e di Santa Cesarea
La ex strada statale 497 di Maglie e di Santa Cesarea (SS 497), ora strada provinciale 363 di Maglie e Santa Cesarea (SP 363), è una strada provinciale italiana che taglia trasversalmente il Salento.

## Percorso
La strada ha origine nel centro abitato di Galatone, dove si innesta sul tratto ormai dismesso della ex strada statale 101 Salentina di Gallipoli e sulla ex strada statale 174 Salentina di Manduria. Esce quindi dal paese in direzione sud-est fino a Seclì. Da qui prosegue in direzione est per Aradeo e Cutrofiano fino a Maglie, dove si interrompe per circa un chilometro, per poi riprendere dal primo svincolo della Strada Statale 275.
Innestatasi sul secondo tratto, la strada devia verso sud-est, raggiungendo in sequenza Muro Leccese, Sanarica, Giuggianello e Poggiardo, dove devia verso il mare Adriatico passando per Vaste e Vitigliano e terminando il suo percorso a meno di un chilometro da Santa Cesarea Terme, in prossimità dell'incrocio con la SP358 (ex SS173) per Castro poco dopo il cartello del quarantesimo chilometro.
In seguito al decreto legislativo n. 112 del 1998, dal 2001 la gestione è passata dall'ANAS alla Regione Puglia, che ha provveduto al trasferimento dell'infrastruttura al demanio della Provincia di Lecce.